# Lagenstein

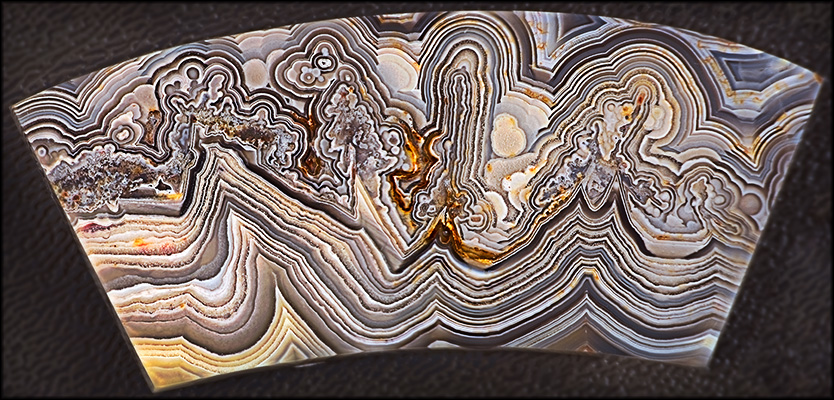
Makroaufnahme eines chaotisch gebänderten Achates

Als Lagensteine werden in der Steinschneidekunst (Glyptik) flach geschliffene Schmucksteine bezeichnet, deren natürlicher Aufbau in mehreren, meist verschiedenfarbig gebänderten Schichten (Lagen) erfolgt ist.
Bekannte Lagensteine sind der vielfarbig gebänderte Achat und seine meist zweifarbigen Varietäten Onyx (schwarz-weiß), Sardonyx (braun-weiß) und Karneol (rot-weiß). Auch gebänderter Jaspis wird als Lagenstein bezeichnet.

## Verwendung

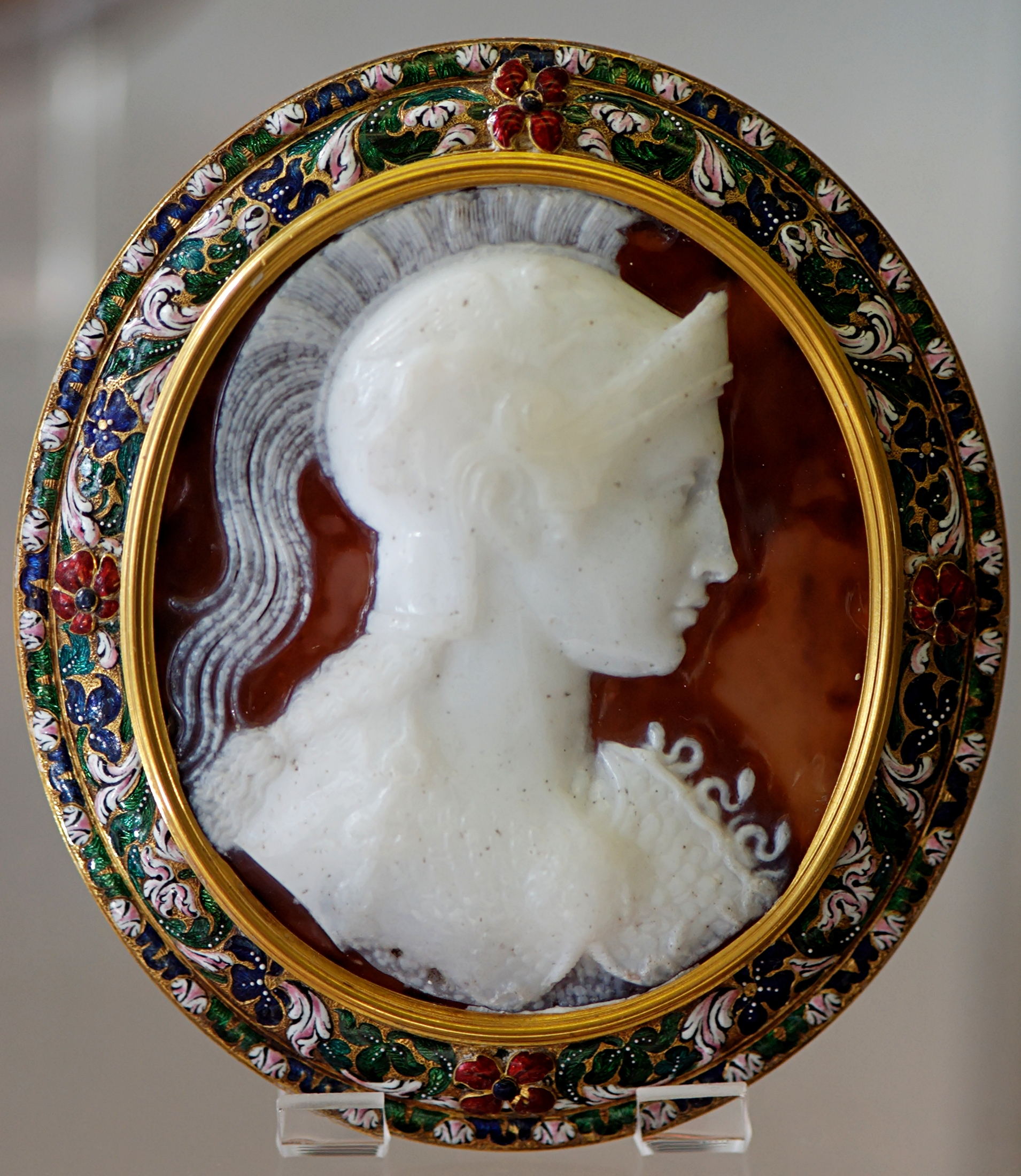
Griechische Gemme aus Karneol, 1. Jahrhundert v. Chr.

Lagensteine finden bevorzugt in der Schmuckindustrie Verwendung, um aus ihnen Gemmen, das heißt kleine Reliefs zu fertigen, die in Ringen oder Broschen getragen werden.
Da Lagensteine bereits seit frühester Zeit – die ältesten, geschnittenen Steine stammen aus dem 3. Jahrtausend vor Christus – auch die Funktion eines Siegels hatten, sind die bevorzugten Motive bei Ringen bis heute Monogramme oder Wappen.
Auf Broschen überwiegt der schmückende Faktor und daher finden sich auf ihnen meist Porträts in Form von Kopfbildern im Profil. Moderne Künstler bilden aber mittlerweile auch geometrische und abstrakte Formen ab.
Üblicherweise bestehen Lagensteine aus zwei, seltener drei, meist plan-parallelen Lagen. Geschickte Handwerker sind aber auch in der Lage, aus bis zu fünfschichtigen und sogar gewölbten Steinen kleine Kunstwerke zu schaffen. Ausgeführt werden die Gravuren als Intaglio (negativ, in den Stein gesenkt), Kamee (erhaben, auf dem Stein liegend) und als Sonderform „Niccolo“, bei dem die Oberschicht so dünn geschliffen wurde, dass darunterliegende Lagen durchscheinen.